# 下妻市立千代川中学校
下妻市立千代川中学校（しもつましりつ ちよかわちゅうがっこう）は、茨城県下妻市鎌庭2777番地にある公立中学校。市域南部の一帯を校区とする。

## 沿革
1958年（昭和33年）、当時の千代川村に設置されていた村立大形・宗道・蚕飼の各中学校を統合し、千代川村立千代川中学校として開校する。2006年（平成18年）に、千代川村が下妻市と合併したことを受け、下妻市立千代側中学校となる。2020年（令和2年）、下妻市が全市立小中学校・幼稚園における2学期制導入を決定したことを受けて、2021年（令和3年）より3学期制から2学期制へと移行した。

### 年表
- 1958年（昭和33年）9月30日 - 千代川村立大形中学校・宗道中学校・蚕飼中学校を統合し、千代川村立千代川中学校として開校する。
- 1959年（昭和34年）3月 - 校舎本館の第一期工事が落成する。
- 1960年（昭和35年）3月 - 第二期工事が落成し、全生徒を収容する。
- 1961年（昭和36年）2月 - 技術家庭科教室が完成する。
- 1964年（昭和39年）12月 - 校歌制定
- 1966年（昭和41年）4月 - 校旗制定
- 1968年（昭和43年）3月 - 体育館工事が完了する。
- 1969年（昭和44年）4月 - 特殊学級新設
- 1971年（昭和46年）7月 - プールが完成する。
- 1992年（平成4年）11月 - コンピュータ教室が完成する。
- 1999年（平成11年）3月  - 新校舎、および新屋内体育館が完成をうけて、新校舎に移転。
- 2006年（平成18年）1月1日 - 千代川村が下妻市に合併されたことをうけ、現校名の下妻市立千代川中学校となる。
- 2021年（令和3年）4月 - 3学期制から2学期制へ移行。

## 通学区域
- 下妻市立宗道小学校と下妻市立大形小学校の通学区域[3]。

すなわち、大園木、鯨、田下、下栗、本宗道、宗道、渋田、見田、唐崎、長萱、伊古立、原、羽子、鬼怒、鎌庭、別府、皆葉、五箇、村岡の各地域。

## 主な卒業生
- 大山悠輔 - 野球選手（阪神タイガース所属）